# April 2013
Portal Geschichte | Portal Biografien | Aktuelle Ereignisse | Jahreskalender | Tagesartikel

◄ |
20. Jahrhundert |
21. Jahrhundert

◄ |
1980er |
1990er |
2000er |
2010er
| 2020er | 2030er | 2040er

◄ |
2009 |
2010 |
2011 |
2012 |
2013
| 2014 | 2015 | 2016 | 2017 | ►

◄ |
Januar 2013 |
Februar 2013 |
März 2013 |
April 2013 |
Mai 2013 |
Juni 2013 |
Juli 2013 |
►
Dieser Artikel behandelt tagesbezogene Nachrichten und Ereignisse im April 2013.

## Tagesgeschehen

### Montag, 1. April 2013
- Pjöngjang/Nordkorea: Kim Jong Un ernennt den Wirtschaftsexperten Pak Pong Ju zum neuen Ministerpräsidenten.[1]

### Dienstag, 2. April 2013
- Botataung/Myanmar: Bei einem Feuer in der islamischen Schule Thuta Swardikiyah sterben mindestens 13 Menschen.[2]
- Nikosia/Zypern: Finanzminister Michalis Sarris tritt im Rahmen der zyprischen Finanzkrise von seinem Amt zurück und wird vom Minister für Arbeit Harris Georgiades ersetzt. Im Gegenzug wird Zeta Emilianidou zur neuen Ministerin für Arbeit ernannt.[3]

### Mittwoch, 3. April 2013
- Alcamo/Italien: Die Anti-Mafia-Behörde beschlagnahmt Güter im Wert von mehr als 1,3 Milliarden Euro beim größten italienischen Fotovoltaik- und Windkraftanlagenbauer und dessen Geschäftsführer Vito Nicastri, dem Verbindungen zur Cosa Nostra nachgesagt werden.[4]
- Arlington County/Vereinigte Staaten: Das US-Verteidigungsministerium kündigt an, ein Raketenabwehrsystem zur Insel Guam zu entsenden.[5]
- Buenos Aires/Argentinien: Nach anhaltenden Regenfällen sterben durch schwere Überschwemmungen 31 Menschen.[6]
- Farah/Afghanistan: Bei einem Taliban-Angriff auf den Magistrate Court Farah sterben mindestens 44 Menschen.[7]
- Genf/Schweiz: Wissenschaftler auf der Raumstation ISS entdecken mit dem Alpha-Magnet-Spektrometer Hinweise auf eine mögliche Existenz von dunkler Materie.[8]
- Grosny/Russland: Bei einem Großbrand in der tschetschenischen Hauptstadt wird der 145 Meter hohe Wolkenkratzer Olympus-Turm schwer beschädigt.[9]
- Kaesŏng/Nordkorea: Kim Jong Un schließt die Grenzen zur Industrieregion Kaesŏng.[10] Der Generalstab der nordkoreanischen Volksarmee bewilligt einen militärischen Angriff auf die USA.[11]
- Kuala Lumpur/Malaysia: Ministerpräsident Najib Razak löst das Parlament auf und ebnet den Weg für Neuwahlen.[12]
- Lissabon/Portugal: Im Rahmen der Eurokrise scheitert ein Misstrauensantrag der linken Opposition gegen Ministerpräsident Pedro Passos Coelho.[13]

### Donnerstag, 4. April 2013

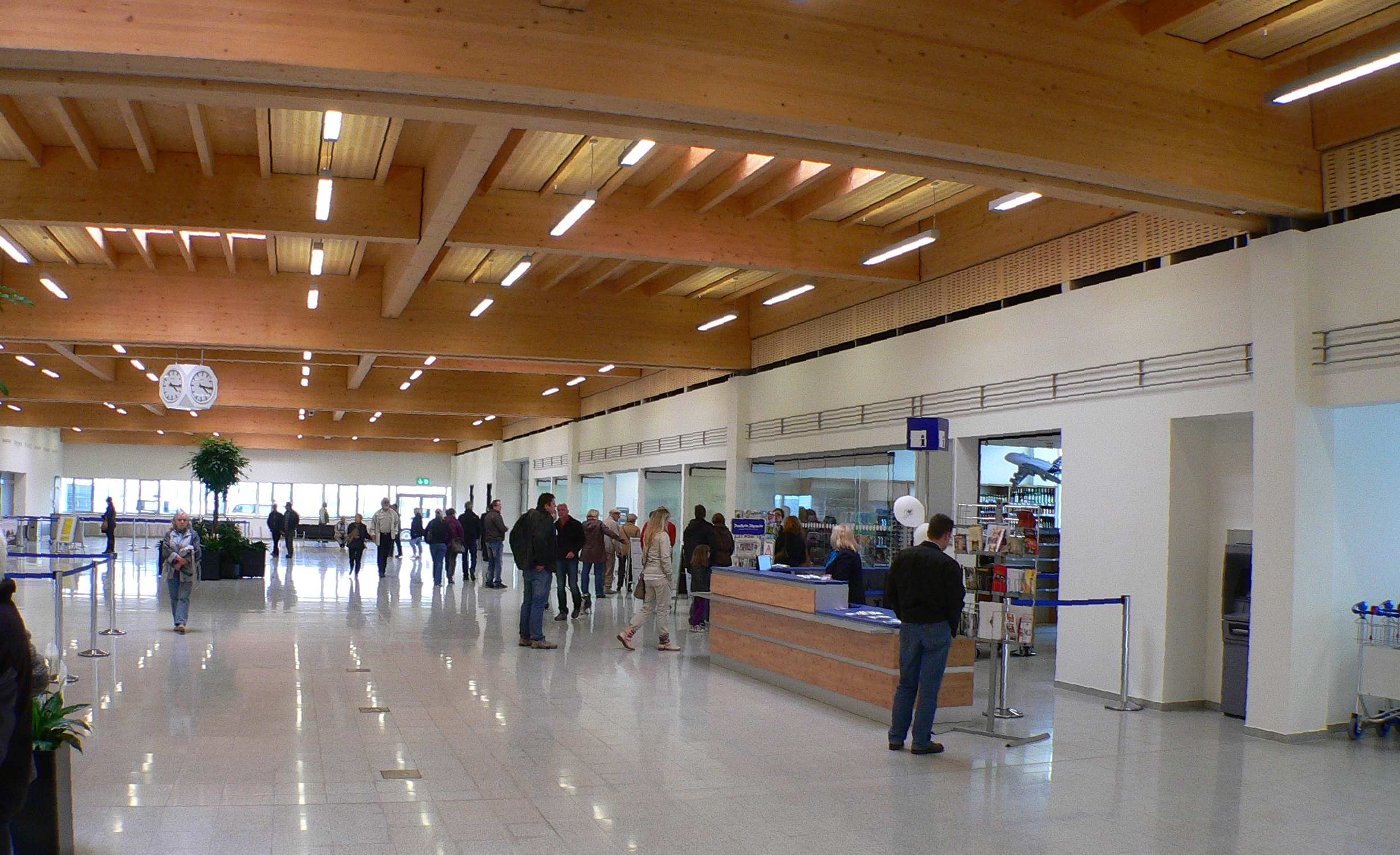
Flughafen Kassel-Calden

- Berlin/Deutschland: Die Parteiführung der NPD kündigt allen Mitarbeitern der Berliner Zentrale.[14]
- Burbank/Vereinigte Staaten: Disney stellt die Softwaresparte Lucas Arts ein und entlässt alle Programmierer nach der Schließung der Entwicklungsstätte in Marin County.[15]
- Calden/Deutschland: Mit der Landung einer vom Flughafen Frankfurt Main kommenden Germania-Maschine wird der Flughafen Kassel-Calden im Caldener Ortsteil Meimbressen eröffnet.[16]
- Denver/Vereinigte Staaten: Die US-Regierung setzt auf den ugandischen Rebellenführer Joseph Kony und andere Mitglieder der Rebellentruppe Lord’s Resistance Army ein Kopfgeld von fünf Millionen Dollar aus.[17]
- Dresden/Deutschland: Der Prozess wegen schweren Landfriedensbruchs gegen den Jenaer Jugendpfarrer und Vorsitzenden der Jungen Gemeinde Lothar König vor dem Dresdner Amtsgericht beginnt.[18]
- London/Vereinigtes Königreich: Die British Library archiviert alle Webseiten aus Großbritannien als „digitales Gedächtnis“ der Nation.[19]
- Mumbai/Indien: Beim Einsturz eines Rohbaus in Mumbai sterben 72 Menschen.[20]
- Straßburg/Frankreich: Der Europäische Gerichtshof für Menschenrechte verurteilt Russland wegen der Verletzung des Rechts auf Meinungsfreiheit.[21]
- Washington, D.C./Vereinigte Staaten: Internationale Medien berichten in einer konzertierten Aktion namens Offshore-Leaks von einem Datensatz mit 130.000 Namen von Personen, die ihr Vermögen in Steueroasen angelegt haben sollen.[22]

### Freitag, 5. April 2013
- Brüssel/Belgien: Die Europäische Union genehmigt die Fusion von Random House und Penguin Books zum Publikumsverlag Penguin Random House.[23]
- Kokori/Nigeria: Bei einem Angriff von Piraten auf ein Polizeiboot im Niger-Delta sterben 13 Polizisten.[24]
- Manila/Philippinen: Nachdem das Minenräumschiff „USS Guardian“ der US-Marine das geschützte Tubbataha-Riff vor den Philippinen beschädigt hat, droht der USA eine Strafe von 1,4 Millionen Dollar.[25]
- New York/Vereinigte Staaten: Die UN-Hochkommissarin für Menschenrechte Navi Pillay fordert die USA zur Schließung des US-Gefangenenlager Guantanamo Bay Naval Base auf Kuba auf.[26]
- Ōkuma/Japan: Das Kühlsystem im Kernkraftwerk Fukushima fällt aus.[27]
- Pjöngjang/Nordkorea: Kim Jong-un empfiehlt der Bundesrepublik Deutschland den Abzug des deutschen Botschafters Gerhard Thiedemann und seiner Mitarbeiter der Deutschen Botschaft in Pyongyang.[28]

### Samstag, 6. April 2013
- Bakuba/Irak: Bei einem Anschlag auf eine Wahlkundgebung eines sunnitischen Politikers sterben mindestens 22 Menschen.[29]
- Budalangi/Kenia: Bei Überschwemmungen kommen mindestens 36 Menschen ums Leben.[30]
- Craiova/Rumänien: Bei Überschwemmungen der Donau werden der Hafen in Bechet und Ackerland im Kreis Olt überflutet.[31]
- Jakarta/Indonesien: Erdbeben der Stärke 7,1 in Indonesien, Papua-Neuguinea und Neuirland[32]
- Karlsruhe/Deutschland: Die türkische Zeitung Sabah legt Beschwerde beim Bundesverfassungsgericht gegen die umstrittene Vergabe von Journalistenplätzen im Münchner NSU-Prozess ein.[33]
- Ludwigsburg/Deutschland: Die Zentrale Stelle der Landesjustizverwaltungen zur Aufklärung nationalsozialistischer Verbrechen ermittelt gegen 50 Aufseher des KZ Auschwitz-Birkenau wegen Beihilfe zum Mord.[34]
- München/Deutschland: Der FC Bayern München wird durch ein 1:0 gegen Eintracht Frankfurt in der Commerzbank-Arena zum 23. Mal deutscher Fußball-Meister.[35]

### Sonntag, 7. April 2013
- Brüssel/Belgien: Serbien lehnt den EU-Vorschlag für ein Abkommen mit dem Kosovo ab.[36]
- Cetinje/Montenegro: Präsidentschaftswahlen
- Düsseldorf/Deutschland: Die Wirtschaftswoche deckt bei Deutscher Caritasverband und Diakonisches Werk Sozialbetrug auf.[37]
- Kairo/Ägypten: Al-Qaida-Führer Eiman al-Sawahiri ruft alle Muslime zum gemeinsamen Kampf für ein islamisches Kalifat auf.[38]
- Kiew/Ukraine: Präsident Wiktor Janukowytsch begnadigt den wegen Korruption verurteilten früheren Innenminister Jurij Luzenko.[39]
- Rio de Janeiro/Brasilien: Gegen den ehemaligen Präsidenten Lula da Silva werden Ermittlungen wegen Korruption eingeleitet.[40]
- Rom/Italien: Bürgermeister Gianni Alemanno und Papst Franziskus weihen den Papst-Johannes-Paul-II.-Platz mit einem päpstlichen Gottesdienst vor der Lateranbasilika ein.[41]
- Straßburg/Frankreich: Ein Referendum über die Schaffung einer elsässischen Gebietskörperschaft scheitert an zu niedriger Wahlbeteiligung und weil es mehrheitlich im oberelsässischen Département Haut-Rhin abgelehnt wird.

### Montag, 8. April 2013

Filip Vujanović

- Bremen/Deutschland: Nach abfälligen Äußerungen über Roma schließt die Bremer SPD-Bürgerschaftsfraktion den Abgeordneten Martin Korol aus und entzieht ihm das Mitgliedsrecht.[42]
- Isla de los Monos/Peru: Beim Absturz eines von der französischen Ölfirma Perenco gecharterten Hubschraubers des Typs Mil Mi-8 sterben 13 Personen.[43]
- Mobile/Vereinigte Staaten: Der französische Flugzeughersteller Airbus setzt den Grundstein für das erste Werk auf amerikanischen Boden; im Bundesstaat Alabama soll das Modell A320 montiert werden.[44]
- Paris/Frankreich: Regierungschef Jean-Marc Ayrault beschließt nach der Steuerbetrugs-Affäre um den ehemaligen Haushaltsminister Jérôme Cahuzac, dass alle französischen Minister ihre Vermögen komplett offenlegen müssen.[45]
- Podgorica/Montenegro: Amtsinhaber Filip Vujanović gewinnt die Präsidentschaftswahlen.[46]

### Dienstag, 9. April 2013
- Ardakan/Iran: Zum jährlichen iranischen Kerntechniktag wird die neue Uran-Umwandlungsanlage Resaienedschad in Betrieb genommen. 60 Tonnen Uran sollen dort pro Jahr zu Yellow Cake verarbeitet werden.[47]
- Berlin/Deutschland: Die noch ausstehenden Castor-Transporte von im Ausland aufbereitetem deutschen Atom-Müll gehen in die Zwischenlager im Schleswig-Holsteinischen Brunsbüttel und den Baden-Württembergischen Philippsburg.[48]
- Berlin/Deutschland: Der Eigentümer Vert Capital Corp. kündigt an, das soziale Netzwerk SchülerVZ zum 30. April abzuschalten.[49]
- Kaki/Iran: Ein Erdbeben der Stärke 6,3 erschüttert die Region Bushehr rund um das Kernkraftwerk Buschehr und kostet 35 Menschenleben.[50]
- Velika Ivanča/Serbien: Ein Balkankriegs-Veteran erschießt in einen Amoklauf 13 Menschen.[51]
- Yazd/Iran: Eröffnung der Uran-Minen Saghand 1 und 2. Der Abbau soll in einer Tiefe von 350 Metern erfolgen.[52]

### Mittwoch, 10. April 2013
- Dandong/China: Angesichts der nordkoreanischen Kriegsdrohungen schließt die chinesische Regierung die Grenze zu Nordkorea für Touristen.[53]
- Flensburg/Deutschland: Die Verkehrsminister der Länder verbieten weiterhin den Einsatz von mobilen Blitz-Warngeräten für Autofahrer.[54]
- Grosseto/Italien: Die Staatsanwaltschaft stellt gegen Zahlung von einer Million Euro ihre Ermittlungen gegen die Kreuzfahrtgesellschaft „Costa Crociere“ wegen der Havarie der „Costa Concordia“ vor der Insel Giglio ein.[55]
- Morelia/Mexiko: Bei Schießereien im Drogenkrieg zwischen der Polizei und Mitgliedern eines Drogenkartells sterben im Staat Michoacán in den Städten Coróndiro und Apatzingán mindestens 14 Menschen.[56]
- New York/Vereinigte Staaten: Die Vereinten Nationen stellen trotz Waffenembargo Waffenlieferungen aus Libyen in Konfliktländer wie Mali oder Syrien fest.[57]
- Nürnberg/Deutschland: Die Sanktionen der Arbeitsagenturen gegen Langzeitarbeitslose in der „Hartz-IV“-Grundsicherung steigen auf über eine Million Fälle an.[58]
- Peking/China: Seit Jahresbeginn sind mehr als neun Menschen am Vogelgrippevirus H7N9 gestorben.[59]

### Donnerstag, 11. April 2013
- Berlin/Deutschland: Die insolvente Nachrichtenagentur dapd stellt ihren Betrieb ein.[60]
- Flensburg/Deutschland: Die Verkehrsminister der Länder sprechen sich für die Einführung der Warnwestenpflicht aus.[61]
- Lausanne/Schweiz: Das Schweizer Bundesgericht verurteilt im Streit um verschwundene Gelder zweier DDR-Handelsunternehmen das österreichische Geldinstitut Bank Austria zur vollständigen Rückzahlung.[62]
- Linz/Österreich: Bundespräsident Heinz Fischer eröffnet das Musiktheater Linz.[63]
- Washington, D.C./Vereinigte Staaten: Die US-Wetterbehörde NOAA streicht die Hurrikannamen „Sandy“, „Andrew“ und „Katrina“. Die Namen für Wirbelstürme hatten sich bislang alle sechs Jahre wiederholt.[64]

### Freitag, 12. April 2013
- Amsterdam/Niederlande: Die deutsche Milliardärsfamilie Reimann und deren Investmentholding Joh. A. Benckiser kauft für 7,5 Milliarden Euro den niederländischen Kaffee- und Tee-Spezialisten D.E. Master Blenders (Senseo).[65]
- Ärmelkanal: Die ARD entdeckt im Rahmen einer Dokumentation über die britische Kanalinsel Alderney unversehrte Fässer mit Atommüll aus den 1950er und 1960er Jahren im Ärmelkanal.[66]
- Athen/Griechenland: Die griechische Justiz erhebt gegen 13 ehemalige Siemens-Mitarbeiter Anklage wegen des Verdachts, in Affären um Schmiergelder verwickelt zu sein.[67]
- Berlin/Deutschland: Der Energieanbieter Flexstrom meldet gemeinsam mit den Tochtergesellschaften OptimalGrün und Löwenzahn Energie Insolvenz an.[68]
- Cambridge/Vereinigte Staaten: Der an der Harvard University lehrende Ökonom Raj Chetty wurde mit der John-Bates-Clark-Medaille 2013 ausgezeichnet.[69][70]
- Hannover/Deutschland: Die Staatsanwaltschaft Hannover erhebt Anklage wegen Bestechlichkeit gegen den ehemaligen Bundespräsidenten Christian Wulff.[71]
- Kan’aan/Irak: Bei einem Bombenanschlag in der Diyala Provinz auf eine sunnitische Moschee sterben mindestens elf Menschen und 30 weitere werden verletzt.[72]
- Karlsruhe/Deutschland: Das Bundesverfassungsgericht ordnet im Streit um die Platzvergabe im NSU-Prozess an, „eine angemessene Zahl von Sitzplätzen an Vertreter von ausländischen Medien mit besonderem Bezug zu den Opfern“ zu vergeben.[73]
- Marl/Deutschland: Grimme-Preis Verleihung im Theater Marl.[74]
- Noworossijsk/Russland: Das Kriegsschiff „Alexander Schabalin“ verlässt den Schwarzmeerhafen Noworossijsk mit Kurs auf die syrische Marinebasis Tartus, um im syrischen Bürgerkrieg die russische Mittelmeerflotte zu verstärken.[75]
- Washington, D.C./Vereinigte Staaten: Die USA nehmen 18 russische Beamte und Funktionäre als Strafe für mutmaßliche Menschenrechtsverletzungen auf eine schwarze Liste.[76]

### Samstag, 13. April 2013
- Brüssel/Belgien: Google verändert das Anzeigen von Suchergebnissen auf Forderung der EU-Wettbewerbshüter.[77]
- Kathmandu/Nepal: Rabi Lamichhane sichert sich mit der Show „Lord Buddha Was Born in Nepal“ den Eintrag für die längste Fernseh-Talkshow ins Guinness-Buch der Rekorde.[78]
- Mattani/Pakistan: Bei einem Anschlag von Taliban-Rebellen auf einen Shia-Pilger Pendlerbus werden mehr als zehn Gläubige getötet.[79]
- Ramallah/Palästina: Ministerpräsident Salam Fajad reicht bei Staatspräsident Mahmud Abbas seinen Rücktritt ein.[80]
- Rom/Italien: Innenministerin Annamaria Cancellieri verbietet nach mehrfachen Ausschreitungen am Rande des Römer Stadtderbys zwischen AS Rom und SS Lazio das Austragen am Abend unter Flutlicht.[81]
- Santa Rita/Peru: Beim Absturz eines Busses in eine 200 Meter tiefe Schlucht in den peruanischen Anden im La Libertad Distrikt sterben mindestens 26 Menschen.[82]

### Sonntag, 14. April 2013

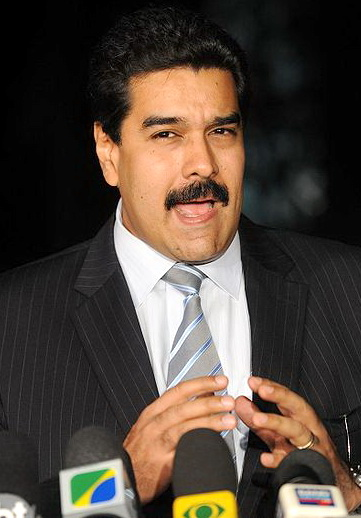
Nicolás Maduro

- Bangui/Zentralafrikanische Republik: Bei Gefechten zwischen Mitgliedern des Rebellenbündnisses Séléka um Rebellenführer Michel Djotodia und Bewohnern der Hauptstadt sterben 17 Menschen.[83]
- Bakuba/Irak: Bei einem Bombenanschlag sterben zehn Menschen, darunter der Politiker Nadschim Harbi der säkularen Liste Irakija, und ein weiterer Politiker der Partei Irada wurde verletzt.[84]
- Berlin/Deutschland: Gesundheitsminister Daniel Bahr wird für seinen Einsatz für das neue Gesetz zur besseren Früherkennung von Krebs, mit dem „Milestone Award“ der Felix Burda Stiftung im Hotel Adlon geehrt.[85]
- Budapest/Ungarn: Start der Eishockey B-Weltmeisterschaft in der Papp László Budapest Sportaréna.[86]
- Caracas/Venezuela: Nicolás Maduro gewinnt die Präsidentschaftswahl in Venezuela 2013.[87]
- Chiautzingo/Mexiko: Der Vulkan Popocatépetl im Bundesstaat Puebla stößt eine dichte Wolke aus Wasserdampf und speit Ascheregen über San Nicolás de los Ranchos und Huejotzingo aus.[88]
- Iwaki/Japan: Ein Erdbeben der Stärke 5,2 hat die Präfektur Fukushima rund um das Kernkraftwerk Fukushima Daiichi erschüttert.[89]
- Mogadischu/Somalia: Bei zwei Anschlägen der Al-Qaida auf dem Mogadishu Supreme Court und einem Autobombenanschlag der Al Shabaab vor dem Haus des Somali Secret Service sterben mindestens 16 Menschen.[90]
- São Paulo/Brasilien: Athina Onassis verkauft die griechische Insel Skorpios im Ionischen Meer an die russische Oligarchenfamilie Rybolowlew.[91]
- Tulkarm/Israel: Die Israel Defense Forces (IDF) riegelt für den Soldatengedenktag und den 65. Unabhängigkeitstag das palästinensische Westjordanland für 3 Tage ab.[92]
- Zagreb/Kroatien: Europawahl

### Montag, 15. April 2013

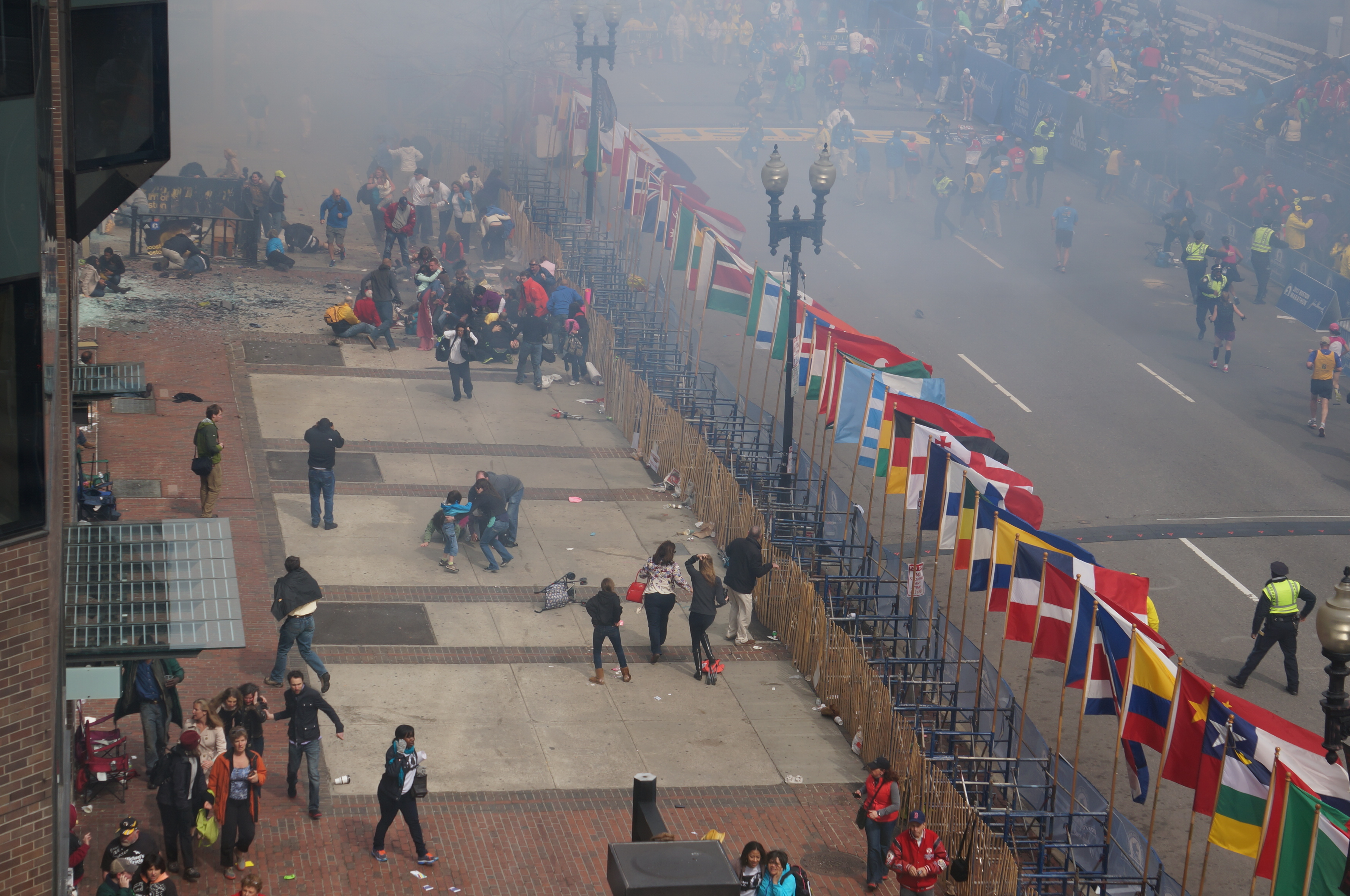
Explosionsort der ersten Bombe in Boston etwa eine Minute nach dem Anschlag

- Boston/Vereinigte Staaten: Beim Boston-Marathon werden im Zielbereich auf dem Hopkinton Center Historic District durch zwei schwere Explosionen mindestens 3 Menschen getötet und etwa 140 verletzt.[93]
- Erfurt/Deutschland: Der Jenaer Kriminalist vom Staatsschutz Thomas Matczak deckt mehrere Versäumnisse, u. a. eine verpasste Festnahme von Uwe Böhnhardt im Jahre 1998, vor dem Neonazi-Untersuchungsausschuss des Thüringer Landtag auf.[94]
- Kabul/Afghanistan: Trotz Verboten und Einschränkungen der UN-Behörde gegen Drogen und Kriminalität für den Mohn-Anbau, steigt die Opium-Produktion in der Provinz Helmand.[95]
- Kopenhagen/Dänemark: Das Königshaus führt als erste Royalefamilie eine Smartphone-App für die Fans von Königin Margrethe II. ein.[96]
- Kosloduj/Bulgarien: Wegen mehrerer Pannen wird der Atomreaktor Kosloduj vom Netz genommen und abgeschaltet.[97]
- Mainz/Deutschland: Die ARD gibt ihre Planung über eine Fusion mit dem ZDF, über die Digitalkanäle beider Sendersysteme bekannt.[98]
- München/Deutschland: Nach der neuen Platzvergabe für den NSU-Prozess wird dieser vom 17. April, auf den 6. Mai verschoben.[99]
- Stuttgart/Deutschland: Die Staatliche Toto-Lotto GmbH erhöht zum 4. Mai den Spieleinsatz, von 75 Cent auf 1 Euro pro Kästchen.[100]

### Dienstag, 16. April 2013
- Berlin/Deutschland: Die Berliner Staatsanwaltschaft erhebt nach der tödlichen Gewaltattacke gegen Jonny K., Mordanklage gegen den sechsten Tatverdächtigen Onur Urkal.[101]
- Boston/Vereinigte Staaten: Spanien entlässt seinen Konsul Pablo Sánchez Terán „wegen Nichterfüllung seiner Pflichten“ nach dem er trotz des Anschlages auf den Boston Marathon, sein Büro um 18 Uhr Ortszeit verschlossen hatte.[102]
- Brüssel/Belgien: Bei einer Anti-Terror-Razzia sprengt die Polizei die radikalislamischen Gruppe Sharia4Belgium und nimmt dabei sechs Personen fest.[103]
- Caracas/Venezuela: Bei Protesten nach der Präsidentenwahl sterben mindestens zehn Menschen, 61 weitere werden verletzt.[104]
- Düsseldorf/Deutschland: Die Landgerichte München und Frankfurt am Main urteilen, dass Minusbeträge bei Prepaid-Guthabenkontos von Kunden nicht bezahlt werden müssen.[105]
- Hannover/Deutschland: Doris Schröder-Köpf wird vom Land Niedersachsen zur neuen Integrationsbeauftragte ernannt.[106]
- Hayatabad/Pakistan: Bei einem Anschlag auf eine Wahlkampfveranstaltung des ranghohen Politikers der Awami-Nationalpartei Ghulam Ahmed Bilour wird dieser leicht verletzt und mindestens 10 weitere Menschen getötet.[107]
- Khash/Iran: Ein Erdbeben der Stärke 8 erschüttert das Khash County in der Sistan und Belutschistan Provinz und fordert 40 Menschenleben.[108]
- Luxor/Ägypten: Das Tal der Könige wird aufgrund politischer Spannungen für Touristen geschlossen.[109]
- Mainz/Deutschland: Im Kampf gegen Steuerkriminalität kauft das Finanzministerium Rheinland-Pfalz eine Steuer-CD mit rund 40.000 Steuer-Datensätzen.[110]
- München/Deutschland: Bayerns Justizministerin Beate Merk sagt den Opfern und Angehörigen aufgrund der Verschiebung des NSU-Prozesses eine Entschädigung für die entstandene Zusatzbelastung zu.[111]
- Palermo/Italien: Mafia-Jäger nehmen 21 Jahre nach dem Mord an dem Juristen Giovanni Falcone acht mutmaßliche Mafiosi aus dem Clan um Mafia-Boss Salvo Madonia von der sizilianischen Cosa Nostra fest.[112]
- Peschawar/Pakistan: Der Peshawar High Court verbietet die Kandidatur von All Pakistan Muslim League und früheren Militärmachthaber Pervez Musharraf bei den Parlamentswahlen im Mai.[113]
- Straßburg/Frankreich: Das Europaparlament im Straßburger Plenum lehnt die Reform um den Handel mit Rechten zum Ausstoß des Treibhausgases Kohlenstoffdioxid im europäischen Klimaschutz ab.[114]
- Washington, D.C./Vereinigte Staaten: Der Secret Service hat einen mit Milzbrandtoxin versetzten Brief an US-Präsident Barack Obama abgefangen, nachdem zuvor bereits der republikanische Senator von Roger Wicker einen ähnlichen Brief erhalten hatte.[115]

### Mittwoch, 17. April 2013
- Bangalore/Indien: Bei einem Bombenanschlag vor dem Sitz der hindu-nationalistischen Partei Bharatiya Janata Party werden mindestens 9 Personen getötet und 7 Menschen verletzt.[116]
- Berlin/Deutschland: Das Bundeskabinett beschließt eine Rentenerhöhung und -anpassung zwischen Ost und West.[117]
- Berlin/Deutschland: Sicherheitsbeamte fangen ein an den regierenden Bürgermeister Klaus Wowereit adressiertes Päckchen mit Buttersäure ab.[118]
- Düsseldorf/Deutschland: Die WestLB-Nachfolgegesellschaft Portigon baut bis 2016 rund 2450 Stellen ab.[119]
- Hamburg/Deutschland: Der ARD-Korrespondent Jörg Armbruster und der freie Journalist Marcel Mettelsiefen werden mit den Hanns-Joachim-Friedrichs-Preis 2013 ausgezeichnet.[120]
- Hannover/Deutschland: Vom Landwirtschaftsministerium Niedersachsen wird in zwei landwirtschaftlichen Putenbetrieben bei rund 27.000 Puten die milde Form der Vogelgrippe H7N9 entdeckt.[121]
- Kusseir/Syrien: Syrische Rebellen nehmen nach blutigen Gefechten einen großen Teil der Militärbasis Dabaa in der Provinz Homs ein.[122]
- London/England: Mit einer offenen Geschützlafette wird der Sarg von Margaret Thatcher für den Trauergottesdienst zur St Paul’s Cathedral transportiert.[123]
- Mountain View/Vereinigte Staaten: Bei mehreren Google-Diensten treten häufige Störungen auf, und der E-Mail-Dienst Gmail, der Cloud-Service Drive sowie verschiedene Büroanwendungen sind teilweise gar nicht verfügbar.[124]
- New York/Vereinigte Staaten: Mit der Versteigerung eines vor 300 Jahren in den indischen Golkonda-Minen gefundenen rosafarbenen Diamanten des Prinzen Nizam von Hyderabad erzielt das Auktionshaus Christie’s mit 39,3 Millionen Dollar den zweithöchsten Preis aller Zeiten für einen Diamanten bei einer Versteigerung.[125]
- Rüsselsheim/Deutschland: General Motors beschließt die Schließung des Opel-Werks in Bochum zum Jahr 2015.[126]
- Seoul/Südkorea: Angesichts der drohenden Kriegslage mit Nordkorea hat die Regierung den Kauf des Boeing-Kampfhubschraubers AH-64E „Apache Guardian“ angekündigt.[127]
- West/Vereinigte Staaten: Bei einer heftigen Explosion und einem Brand in der West Fertilizer Company sterben 15 Menschen.[128]

### Donnerstag, 18. April 2013
- Baga/Nigeria: Bei schweren Gefechten der Armee mit der radikalislamischen Sekte Boko Haram, in dem Fischerdorf im Bundesstaat Borno, sterben mindestens 185 Menschen.[129]
- Berlin/Deutschland: Der Bundestag stimmt dem internationalen Rettungspaket für Zypern mit großer Mehrheit zu.[130]
- Boston/Vereinigte Staaten: Zentrale Gedenkveranstaltung des Anschlags auf den Boston-Marathon in der Heiligkreuz-Kathedrale mit US-Präsident Barack Obama, Gouverneur Deval L. Patrick und dem ehemaligen Gouverneur Mitt Romney.[131]
- Cambridge/Vereinigte Staaten: Auf der Flucht nach ihrem Anschlag auf den Boston-Marathon erschießen die beiden Brüder Tamerlan und Dschochar Zarnajew vor einem Gebäude des Massachusetts Institute of Technology einen Polizisten der Campus-Polizei.[132]
- Frankfurt am Main/Deutschland: Die Finanzaufsicht BaFin überprüft in einem Skandal um Zinsmanipulationen die Deutsche Bank.[133]
- Frankfurt am Main/Deutschland: Die Ratingagentur Moody’s stellt Deutschland ein gutes Zeugnis mit der Topbonitätsnote „Aaa“ aus und lobt die Fortschritte bei der Haushaltskonsolidierung.[134]
- London: den Staatsschulden Großbritanniens wird nach der Ratingagentur Moody’s auch von Fitch die Bestnote Triple A für Kreditwürdigkeit entzogen. Die Note wird von AAA auf AA+ herabgestuft.[135] Vor einigen Wochen war dies auch bei Frankreich erfolgt.
- Garissa/Kenia: Ein Amokläufer der al-Shabaab-Miliz tötet im Kwa Chege New Hotel mit einer AK-47 mindestens 10 Menschen.[136]
- Haverford/Vereinigte Staaten: Die Egan-Jones Rating Company stuft die Bonität Deutschlands mit Verweis auf hohe Risiken infolge einer Schuldenkrise ab.[137]
- München/Deutschland: Puma ernennt den Chef des Modeschmuckherstellers Pandora, Bjørn Gulden, zum Vorsitzenden der Geschäftsführung des Sportartikelhersteller.[138]
- New York/Vereinigte Staaten: UN-Generalsekretär Ban Ki-moon ernennt den deutschen Stefan Feller zum neuen Chef der UN-Blauhelme, er löst die Schwedin Ann-Marie Orler ab.[139]

### Freitag, 19. April 2013
- Berlin/Deutschland: In Folge des Bombenschlags von Boston fordert Bundesinnenminister Hans-Peter Friedrich die Video-Überwachung von öffentlichen Plätzen.[140]
- Kairo/Ägypten: Bei einer Protestkundgebung der regierenden Muslimbrüder werden durch Straßenschlachten mindestens 95 Menschen verletzt.[141]
- Kyotango/Japan: Der am 19. April 1897 in der Präfektur Kyoto geborene Jiroemon Kimura wird 116 Jahre alt. Dies ist das höchste Lebensalter, das ein Mann nachweislich erreicht hat.[142]
- Nemuro Bay/Japan: Bei einem Erdbeben der Stärke 7,0 im Pazifischen Ozean nordöstlich der russischen Stadt Kurilsk und der japanischen Hafenstadt Nemuro richten größere Wellen in Russland und Japan große Schäden an.[143]
- Magdeburg/Deutschland: Der Ministerpräsident von Sachsen-Anhalt Reiner Haseloff entlässt aufgrund eines gestörten Vertrauensverhältnisses die Wirtschaftsministerin Birgitta Wolff. Der ehemalige niedersächsische Finanzminister Hartmut Möllring ersetzt Wolff auf dem vakanten Posten des Wirtschaftsministers.[144]
- München/Deutschland: Das Oberlandesgericht beschließt, die Presseplätze für den NSU-Prozess im Losverfahren zu vergeben. Vier der Plätze sind für türkische Medien reserviert.[145]
- New York/Vereinigte Staaten: Die Ratingagentur Fitch entzieht dem Vereinigten Königreich die Bestnote der Kreditwürdigkeit und senkte sie auf AA+.[146]
- Watertown/Vereinigte Staaten: Auf der Flucht nach ihrem Anschlag auf den Boston-Marathon geraten die beiden Brüder Tamerlan und Dschochar Zarnajew in eine Schießerei mit der Polizei. Tamerlan Zarnajew und ein Polizist werden hierbei verwundet und ersterer stirbt später im Krankenhaus.[147][132] Sein Bruder kann entkommen und wird einige Stunden später festgenommen.
- Rom/Italien: Der zweifache Regierungschef Romano Prodi zieht seine Kandidatur für das Amt des Staatspräsidenten zurück, nachdem er zuvor bei der Abstimmung der Wahlversammlung gescheitert war.[148]
- Washington, D.C./Vereinigte Staaten: Die Boeing 787 Dreamliner wurde mit einer neuen Batteriekonstruktion von der Luftfahrtbehörde Federal Aviation Administration für Flüge freigegeben.[149]
- Caracas/Venezuela: Präsident Nicolás Maduro wird für sechs Jahre vereidigt. Er hatte das Amt bereits nach dem Tod von Hugo Chávez kommissarisch übernommen.

### Samstag, 20. April 2013
- Bagdad/Irak: Provinzratswahlen 2013[150]
- Rawalpindi/Pakistan: Ex-Präsident Pervez Musharraf wird wegen Terrorismus vom Sondertribunal des Rawalpindi Bench angeklagt.[151]
- Rom/Italien: Der italienische Staatspräsident Giorgio Napolitano wird im sechsten Wahlgang der Präsidentschaftswahl für eine zweite Amtszeit wiedergewählt.[152]
- Ya’an/China: Bei einem Erdbeben der Stärke 7,0 in der Provinz Sichuan sterben mindestens 100 Menschen.[153]

### Sonntag, 21. April 2013

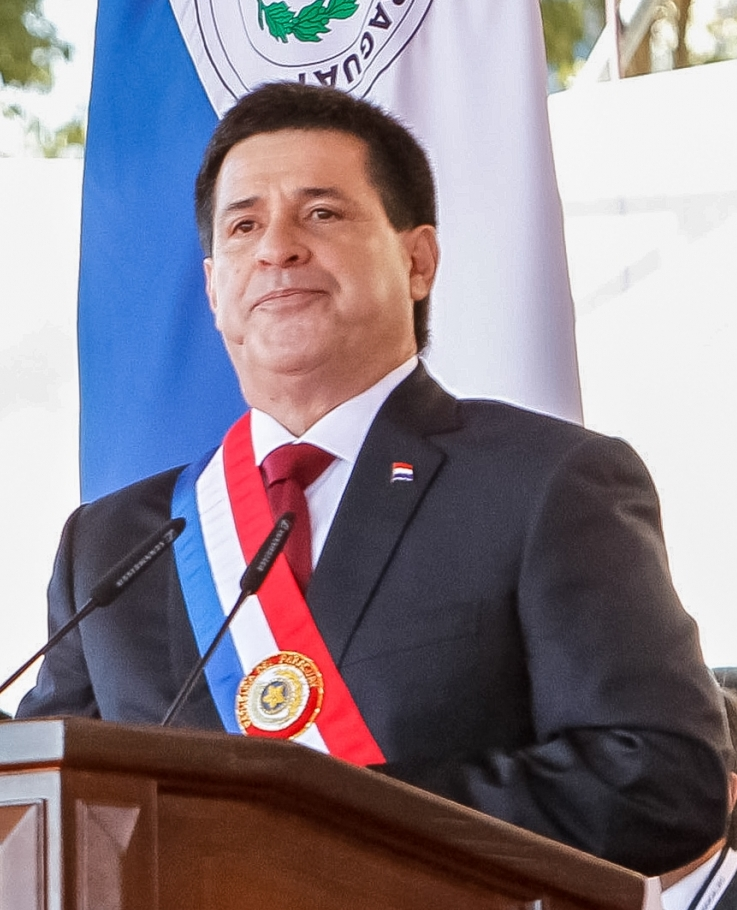
Horacio Cartes

- Asunción/Paraguay: Bei der Präsidentschaftswahl in Paraguay wird Horacio Cartes zum Präsidenten gewählt und die Colorado-Partei gewinnt die Parlamentswahl.[154]
- Berlin/Deutschland: Die Eisbären Berlin werden nach einer Serie mit vier Siegen im Best-of-Seven zum siebten Mal Eishockey-Meister in der DEL.[155]
- Gimsøya/Norwegen: Nach dem Ablaufen der Sperrung für die Ölindustrie im Polarkreis im Jahr 2015 prüft Norwegen die Ölforderung rund um die Inselgruppe der Lofoten in der Arktis.[156]
- Hamburg/Deutschland: 27. Haspa Marathon Hamburg mit rund 10.400 Teilnehmern.[157]
- Jdeydet al-Fadel/Syrien: Bei einem Massaker durch die syrische Armee und regierungstreue Milizen sterben bei der Erstürmung des Ortes mindestens 85 Menschen.[158]
- London/England: 33. Virgin London-Marathon 2013 mit rund 36.000 Teilnehmern im Exhibition Centre London.[159]
- Nagano/Japan: 15. Nagano Olympic Commemorative Marathon mit rund 10.000 Teilnehmern.[160]
- Naw Abad/Afghanistan: Bei einem Angriff von Taliban-Kämpfer auf einen Kontrollpunkt der Polizei im Bezirk Dajak in der Provinz Ghazni sterben mehr als zehn Menschen.[161]
- Wadi Abida/Jemen: Die jemenitische Armee tötet bei der Zerstörung eines Waffendepots, mit Hilfe einer US-Drohne in der Provinz Marib, mindestens 13 Dschihadisten der Terrororganisation al-Qaida. Die Operation war ein Vergeltungsschlag für den am Vortag von der Al-Qaida getöteten Geheimdienstoffizier Ibrahim Bameshel.[162]
- Wiesbaden/Deutschland: Hessens Umweltministerin Lucia Puttrich legt eine Beschwerde gegen die vorzeitige Stilllegung des Kernkraftwerks Biblis am Bundesverwaltungsgericht in Leipzig ein, nachdem zuvor der Hessische Verwaltungsgerichtshof einer Klage auf Schadenersatz für die vorzeitige Abschaltung des Kraftwerk-Betreibers RWE Power recht gegeben hatte.[163]

### Montag, 22. April 2013
- Belgorod/Russland: Bei einer Schießerei in der Belgorodskaja Oblast sterben mindestens neun Menschen.[164]
- Bonn/Deutschland: Die Telekom beschließt die Abschaffung der Festnetz-DSL Flatrates zum 2. Mai 2013 und verkündet die Einführung von begrenzten Datenvolumen.[165]
- Düsseldorf/Deutschland: Vodafone Deutschland streicht 500 Stellen und stellt wie die Telekom ihre Festnetz-DSL Flatrates ein.[166]
- Köln/Deutschland: Aufgrund eines Warnstreiks der Gewerkschaft Verdi werden 1688 Lufthansa-Flüge aus Deutschland gestrichen.[167]
- Luxemburg: Die Europäische Union erlaubt den Export von Öl, um die Gegner von Staatschef Baschar al-Assad zu unterstützen.[168]
- Toronto/Kanada: Die Royal Canadian Mounted Police vereitelt mit der Festnahme von zwei Terroristen der Al-Qaida in Ontario und Québec einen Terroranschlag auf einen Via Rail Fernreisezug nach New York.[169]

### Dienstag, 23. April 2013
- Berlin/Deutschland: Der Berliner Senat beschließt, ab Juli 2013 für Touristen eine Übernachtungssteuer mit einem Aufschlag von fünf Prozent auf die Netto-Hotelrechnung einzuführen.[170]
- Dayr Hafir/Syrien: Der von tschetschenischen Widerstandskämpfern am Vortag entführte syrisch-orthodoxe Bischof von Aleppo, Yuhanna Ibrahim, und sein griechisch-orthodoxer Amtsbruder Bulos Jasidschi kommen nach rund 25 Stunden, nach einer Bitte von Papst Franziskus, unverletzt wieder frei.[171]
- Al-Hawidscha/Irak: Bei einem Einsatz von Regierungstruppen in einem sunnitischen Demonstrantenlager sterben 26 Menschen.[172]
- Hope Bay/Antarktis: Der vor der Antarktischen Halbinsel am 21. April 2013 havarierte chinesische Fischtrawler „Kai Xin“ sinkt auf den 1000 Meter tiefen Grund der Bransfieldstraße.[173]
- Ludwigshafen am Rhein/Deutschland: Der Chemiekonzern BASF baut bis Ende 2015 weltweit rund 500 Stellen ab und baut mehrere Geschäftsfelder um.[174]
- New York/Vereinigte Staaten: New York führt als erster Bundesstaat das Mindestalter für den Kauf von Zigaretten bei 21 Jahren ein.[175]
- Paris/Frankreich: Die Nationalversammlung beschließt endgültig die Einführung der gleichgeschlechtlichen Ehe.[176]
- Puente Tocinos/Spanien: Die Guardia Civil nimmt in Zusammenarbeit mit der französischen Recherche Assistance Intervention Dissuasion und einer marokkanischen Behörde in den Provinzen Saragossa und Murcia zwei Verdächtige aus Algerien und Marokko fest, die mit der Terrororganisation al-Qaida in Verbindung stehen.[177]

### Mittwoch, 24. April 2013
- Amsterdam/Niederlande: Die Monarchin Beatrix absolviert mit der Eröffnung einer Ausstellung über das Haus Oranje ihren letzten öffentlichen Auftritt als Königin.[178]
- Matupit Island/Papua-Neuguinea: Ein Erdbeben der Stärke 6,4 beschädigt weite Teile von Rabaul auf der Insel Neubritannien.[179]
- Lichtenberg/Deutschland: Die Soko Peggy findet bei der Suche nach der seit 12 Jahren vermissten Peggy Knobloch bei Ausgrabungen in einem Privatgarten Knochen und Zähne.[180]
- München/Deutschland: Der Bayrische Landtag schafft nach einem Volksbegehren zum Wintersemester 2013/2014 die Studiengebühren ab.[181]
- Nortorf/Deutschland: Die Stadt im Kreis Rendsburg-Eckernförde in Schleswig-Holstein entzieht Adolf Hitler und Gauleiter Hinrich Lohse die Ehrenbürgerschaft.[182]
- Rom/Italien: Staatspräsident Giorgio Napolitano ernennt den linken Politiker Enrico Letta zum neuen Regierungschef.[183]
- Sabhar/Bangladesch: Beim Einsturz eines achtstöckigen Hauses mit Markt und Textilfabrik sterben 1127 Menschen, 2438 werden verletzt.[184][185]
- Selibuya/China: Bei Zusammenstößen zwischen Polizisten und Terroristen sterben im Autonomen Gebiet Xinjiang 21 Menschen.[186]

### Donnerstag, 25. April 2013

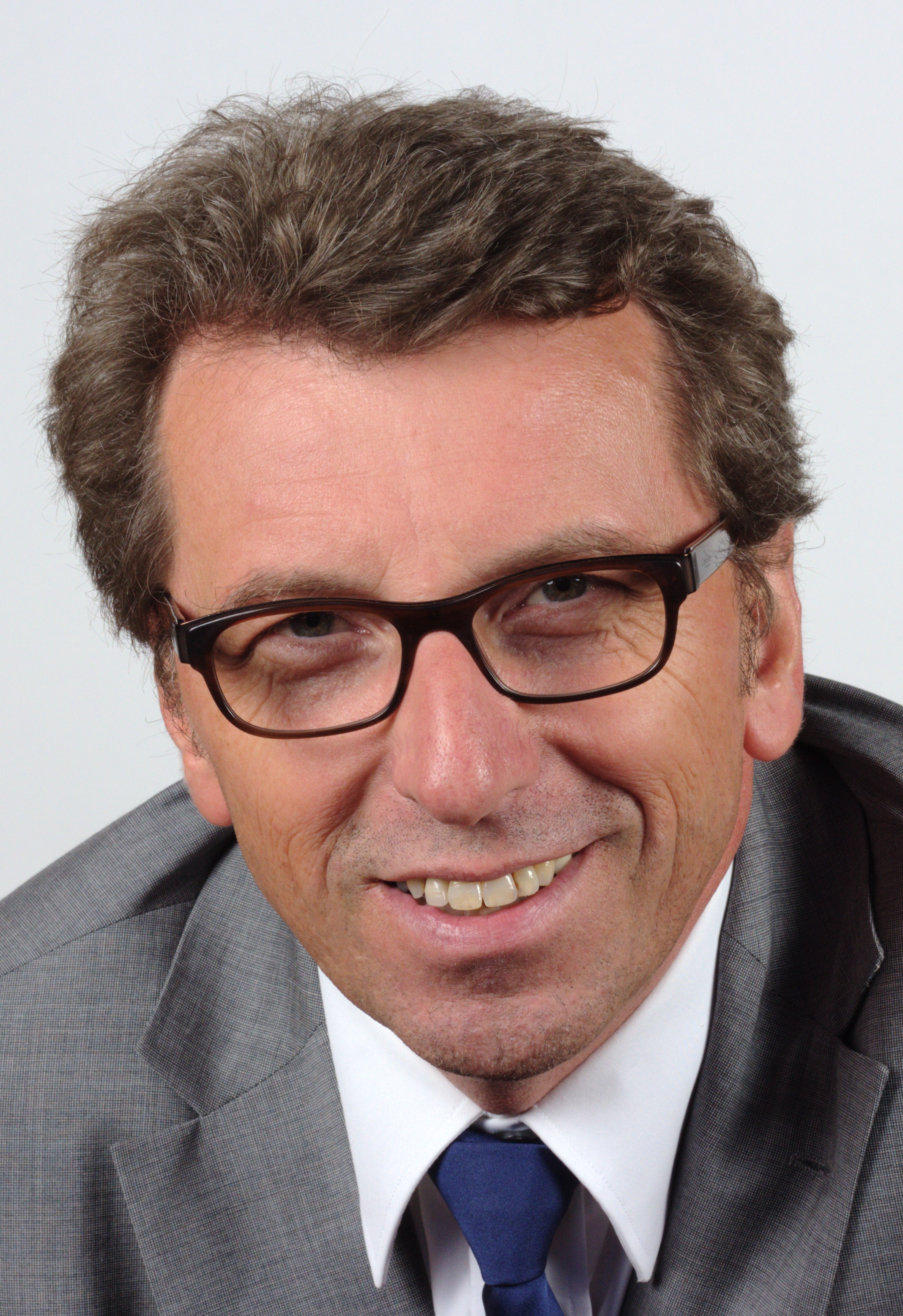
Georg Schmid

- Ankara/Türkei: Die Rebellen-Gruppe PKK kündigt ihren Rückzug zum 5. Mai 2013 in den Irak an.[187]
- Berlin/Deutschland: Die Bundesregierung erhöht die Conterganrente auf maximal 1152 Euro.[188]
- Belgrad/Serbien: Präsident Tomislav Nikolić entschuldigt sich erstmals für das Massaker von Srebrenica.[189]
- Genf/Schweiz: Die deutsche Bundesregierung räumt vor dem UN-Menschenrechtsrat Fehler bei den Ermittlungen zur Mordserie des Nationalsozialistischen Untergrundes ein.[190]
- Gera/Deutschland: Bundesverkehrsminister Peter Ramsauer leistet mit seiner Unterschrift die Einführung des Führerschein-mit-15-Pilotversuchs in Thüringen, Sachsen und Sachsen-Anhalt.[191]
- Leipzig/Deutschland: Das Bundesverwaltungsgericht verhängt eine Zwei-Millionen-Euro-Strafe gegen die FDP, da der Spitzenpolitiker Jürgen Möllemann zwischen 1996 und 2002 der Spitzenpolitiker Spendengelder veruntreut hatte.[192]
- Madrid/Spanien: Die Arbeitslosenquote steht mit 27,2 Prozent bei 6,2 Millionen Arbeitslose auf einem Rekordwert.[193]
- München/Deutschland: Der Chef der bayrischen CSU-Landtagsfraktion, Georg Schmid, tritt von seinem Amt zurück.[194]
- Peking/China: Die China Aviation Supplies Holding Company unterzeichnet Absichtserklärungen für den Kauf von 60 Airbus-Flugzeugen des Typs A320 und A330.[195]
- Perth/Australien: Die 15 Regierungschefs der Commonwealth-Staaten beschließen die Gleichberechtigung der Prinzessinnen mit den männlichen Thronfolgern.[196]
- Waco/Vereinigte Staaten: Zentrale Gedenkveranstaltung der Explosion in der West Fertilizer Company in der Baylor University mit US-Präsident Barack Obama, Gouverneur Rick Perry sowie dem ehemaligen Gouverneur und US-Präsidenten George W. Bush.[197]

### Freitag, 26. April 2013
- Berlin/Deutschland: Bei der 63. Verleihung des Deutschen Filmpreises im Friedrichstadt-Palast wird Oh Boy von Regisseur und Drehbuchautor Jan-Ole Gerster als bester Film prämiert.[198]
- Detroit/Vereinigte Staaten: General Motors beschließt den kompletten Rückzug von Opel aus Bochum. Man will Ende des Jahres 2014 das Werk in Bochum und das Zentrallager komplett schließen.[199]
- Govindpura/Indien: Beim Einsturz eines Flügels des öffentlichen Kasturba Gandhi Hospital in Bhopal werden mehr als 20 Menschen verschüttet.[200]
- Hamburg/Deutschland: Die Internationale Gartenschau 2013 wird eröffnet, zugleich ist sie die 32. Bundesgartenschau.[201]
- Hameln/Deutschland: Der Landrat des Kreises Hameln-Pyrmont und ehemalige Direktor des Landeskriminalamtes Niedersachsen, Rüdiger Butte, wird in der Kreisverwaltung erschossen.[202]
- Melilla/Spanien: Bei einer Auseinandersetzung zwischen der Polizei und 200 Einwanderern werden in der Maghreb-Enklave 20 Personen verletzt.[203]
- München/Deutschland: Christa Stewens wird bis zur Landtagswahl neue Chefin der CSU-Fraktion und Nachfolgerin von Georg Schmid im bayrischen Landtag.[204]
- Ramenski/Russland: Bei einem Feuer in einer psychiatrischen Klinik in der Oblast Ramenskoje sterben 38 Menschen.[205]
- Sarajevo/Bosnien-Herzegowina: Die Polizei nimmt der Staatspräsidenten Živko Budimir aufgrund von Korruptionsvorwürfen fest.[206]
- Stuttgart/Deutschland: Altkanzler Helmut Schmidt wird mit dem Hanns-Martin-Schleyer-Preis ausgezeichnet.[207]

### Samstag, 27. April 2013
- Addis Abeba/Äthiopien: Mit einer Boeing 787 der Ethiopian Airlines startet nach drei Monatiger Sperre durch die Federal Aviation Administration erstmals wieder ein Boeing-Dreamliner.[208]
- Hamburg-Neustadt/Deutschland: Die Staatsanwaltschaft Hamburg nimmt Ermittlungen gegen den Limburger Bischof Franz-Peter Tebartz-van Elst wegen einer falschen eidesstattlichen Versicherung auf.[209]
- Hawijah/Irak: Bei zwei Überfällen von Islamisten auf die Sahwa Anti-Qaeda sterben zehn Menschen.[210]
- Kehl/Deutschland: Arte startet mit der deutschen Drama-Serie About:Kate die erste crossmediale Fernsehserie, in die man als Zuschauer aktiv eingreifen kann.[211]
- Luxemburg: Regierungschef Jean-Claude Juncker ernennt Marc Spautz zum Familienminister und ordnet Kulturministerin Octavie Modert neben ihrer Tätigkeit das Justizressort zu. Martine Hansen wird Forschungs- und Hochschulministerin, Finanzminister Luc Frieden übernimmt neben seiner Tätigkeit die Verantwortung für Kommunikation und Medien.[212]
- Potsdam/Deutschland: Der Deutsche Schützenbund ernennt Heinz-Helmut Fischer zum neuen Präsidenten und Nachfolger des verstorbenen Josef Ambacher.[213]
- Reykjavík/Island: Die konservative Unabhängigkeitspartei gewinnt zusammen mit der liberalen Fortschrittspartei die Parlamentswahl.[214]
- Rio de Janeiro/Brasilien: Mit einem Spiel von Bauarbeitern und einem brasilianischen All-Star Team wird das Maracanã eröffnet.[215]
- Tupelo/Vereinigte Staaten: Der Martial Arts Schauspieler Everett Dutschke wird als Tatverdächtiger im Fall der Ricin-Briefe an Barack Obama und Roger Wicker verhaftet.[216]
- Washington, D.C./Vereinigte Staaten: Bei einem Hacker-Angriff auf die Webseite des Schnäppchen-Anbieters Living Social werden Kundendaten, E-Mail-Adressen, Geburtsdaten und verschlüsselte Passwörter von rund 50 Millionen Kunden erbeutet.[217]

### Sonntag, 28. April 2013
- Bagdad/Irak: NCMC Iraqi entzieht dem panarabischen Sender Al-Dschasira und neun weiteren Nachrichtensendern in der Arabischen Welt die Sendelizenz.[218]
- Düsseldorf/Deutschland: 12. METRO GROUP Marathon Düsseldorf[219]
- Freiburg/Deutschland: Robert Zollitsch, Vorsitzender der Deutschen Bischofskonferenz, spricht sich für die Zulassung von weiblichen Diakonen in der katholischen Kirche aus.[220]
- Innsbruck/Tirol: Landtagswahl
- Jerusalem/Israel: Bei einem Brand im Maasijahu-Gefängnis werden 11 Menschen verletzt; der dort eine Strafe verbüßende ehemalige Staatspräsident Mosche Katzav bleibt unverletzt.[221]
- Kairo/Ägypten: Präsident Mohammed Mursi legt die Justizreform auf Eis und entlässt 3000 Richter aus dem Staatsdienst.[222]
- Morelia/Mexiko: Bei Gefechten zwischen Mitgliedern von Verbrechersyndikaten und Bürgerwehren, sterben in den Ortschaften Tepalcatepec und Buenavista Tomatlán in der Provinz Michoacán zehn Menschen.[223]
- Rom/Italien: Während der Vereidigung von Ministerpräsident Enrico Letta und seinem Kabinett im Präsidentenpalast werden vor dem Amtssitz des Ministerpräsidenten auf der Piazza Colonna drei Menschen durch Schüsse verletzt.[224]
- San Luis Potosí/Mexiko: Bei einer Gefängnisrevolte im Centro Estatal de Reclusión la Pila im Bundesstaat San Luis Potosí sterben 14 Menschen.[225]
- Tripolis/Libyen: Die Regierung unterstützt mit einem zinslosen Kredit an Erdöl das an einer Wirtschaftskrise leidende Ägypten.[226]

### Montag, 29. April 2013
- Ashgabad/Turkmenistan: Bei einem Sturz nach seinem Sieg im renommierten Pferderennen Turmen Racehorse Contest fällt Staatspräsident Gurbanguly Berdimuhamedow vom Pferd und zieht sich Prellungen zu.[227]
- Damaskus/Syrien: Bei einem Bombenattentat der Hisbollah auf den Ministerpräsidenten Wael al-Halki sterben 18 Menschen. Al-Halki selbst bleibt unverletzt.[228]
- Frankfurt am Main/Deutschland: Bertelsmann verkauft seine RTL Group Aktien.[229]
- Hamburg/Deutschland: Der Spiegel-Verlag ernennt den bisherigen Chefredakteur der Deutschen Presse-Agentur Wolfgang Büchner zum Chefredakteur des Nachrichtenmagazins „Der Spiegel“ und „Spiegel Online“.[230]
- Köln/Deutschland: Die Kölner Staatsanwaltschaft ermittelt in sieben Strafverfahren gegen den Chef der NRW-Bank Dietmar Binkowska.[231]
- Los Angeles/Vereinigte Staaten: Die Familie von Michael Jackson verklagt vor dem Los Angeles County Superior Court den US-Konzertveranstalter AEG Live auf Schadenersatz.[232]
- Maʿan/Jordanien: Bei einer Schießerei an der Al-Hussein Bin Talal University werden mindestens vier Menschen getötet und 30 weitere teilweise schwer verletzt.[233]
- München/Deutschland: Beendigung des Losverfahrens und Auslosung der Presseplätze für den NSU-Prozess durch Hans-Jochen Vogel, die Pressesprecherin des OLG München Andrea Titz und den Notar Dieter Mayer.[234]
- München/Deutschland: CSU-Politiker Georg Winter tritt von seinem Amt als Chef des Haushaltsausschusses des bayerischen Landtags zurück.[235]
- New York/Vereinigte Staaten: Die New York Times deckt große Summen von undeklariertem Bargeld des Geheimdienstes CIA an den afghanischen Präsidenten Hamid Karsai als Schmiergeld auf.[236]
- Peschawar/Pakistan: Bei einem Selbstmordanschlag auf eine Polizeipatrouille werden mehr als 10 Menschen getötet und mehr als 30 weitere verletzt.[237]
- Prag/Tschechische Republik: Bei einer Gasexplosion in einem Behördengebäude in der Divadelni-Straße werden mindestens 40 Menschen verletzt.[238]
- Rom/Italien: Der Regierungschef Enrico Letta sichert sich das Vertrauen im Abgeordnetenhaus im Vertrauensvotum.[239]

### Dienstag, 30. April 2013

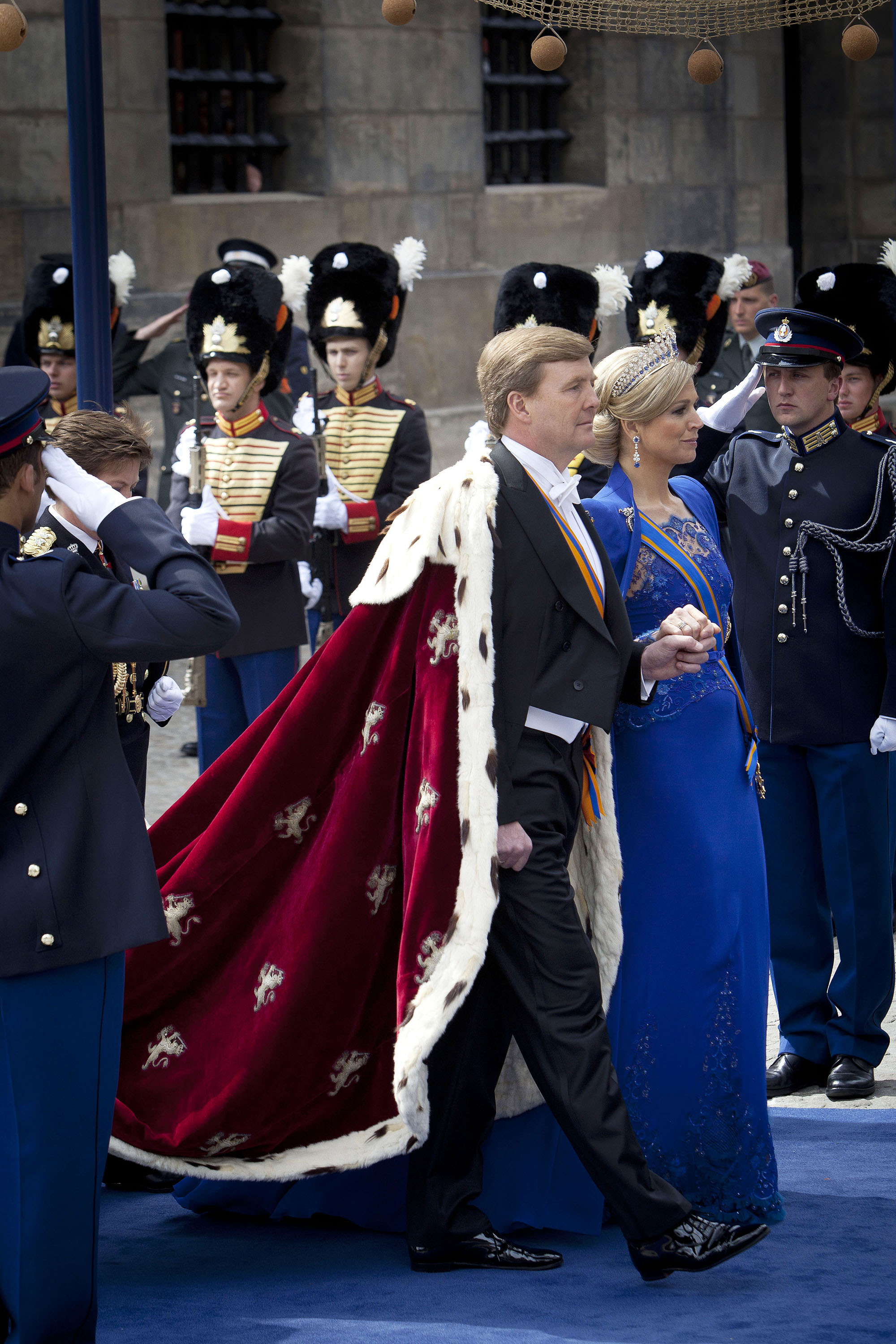
König Willem-Alexander, Königin Maxima

- Amsterdam/Niederlande: Im Rahmen des Königinnentages dankt Königin Beatrix zugunsten ihres Sohnes Willem-Alexander als Staatsoberhaupt der Niederlande ab.
- Damaskus/Syrien: Bei einem Bombenanschlag im Marjeh-Distrikt werden 13 Menschen getötet und 70 weitere verletzt.[240]
- Hamburg/Deutschland: Die dpa-Gruppe stellt einen ihrer zugelosten Plätze im NSU-Prozess für eine gemeinsame Poolberichterstattung der Agence France-Presse und Thomson Reuters zur Verfügung.[241]
- Madrid/Spanien: Der Radfahrer-Dopingarzt und Mediziner Eufemiano Fuentes wird zu einem Jahr Haft auf Bewährung und vier Jahren Berufsverbot verurteilt.[242]
- Sabha/Libyen: Nach einer Meuterei im Neo-Colonialgefängnis fliehen alle 197 Häftlinge und setzen das Gefängnis in Brand.[243]
- Straßburg/Frankreich: Der Europäische Gerichtshof für Menschenrechte mahnt die Ukraine wegen der Inhaftierung der früheren Regierungschefin Julija Tymoschenko ab.[244]
- Tunis/Tunesien: Der ehemalige Diktator Zine el-Abidine Ben Ali wird in Abwesenheit vom Militärgericht zu einer lebenslangen und der ehemalige Innenminister Rafik Belhaj Kace zu einer zehnjährigen Haftstrafe verurteilt.[245]
- Washington, D.C./Vereinigte Staaten: Mit Jason Collins outet sich der erste Basketballprofi der NBA während seiner aktiven Karriere als homosexuell.[246]
- Zacatecas/Mexiko: Beim Absturz einer Procuraduría-General-de-la-República-Maschine auf dem La-Calera-Flughafen sterben mindestens neun Mitarbeiter des Justizzentrums Zacatecas.[247]

## Weblinks

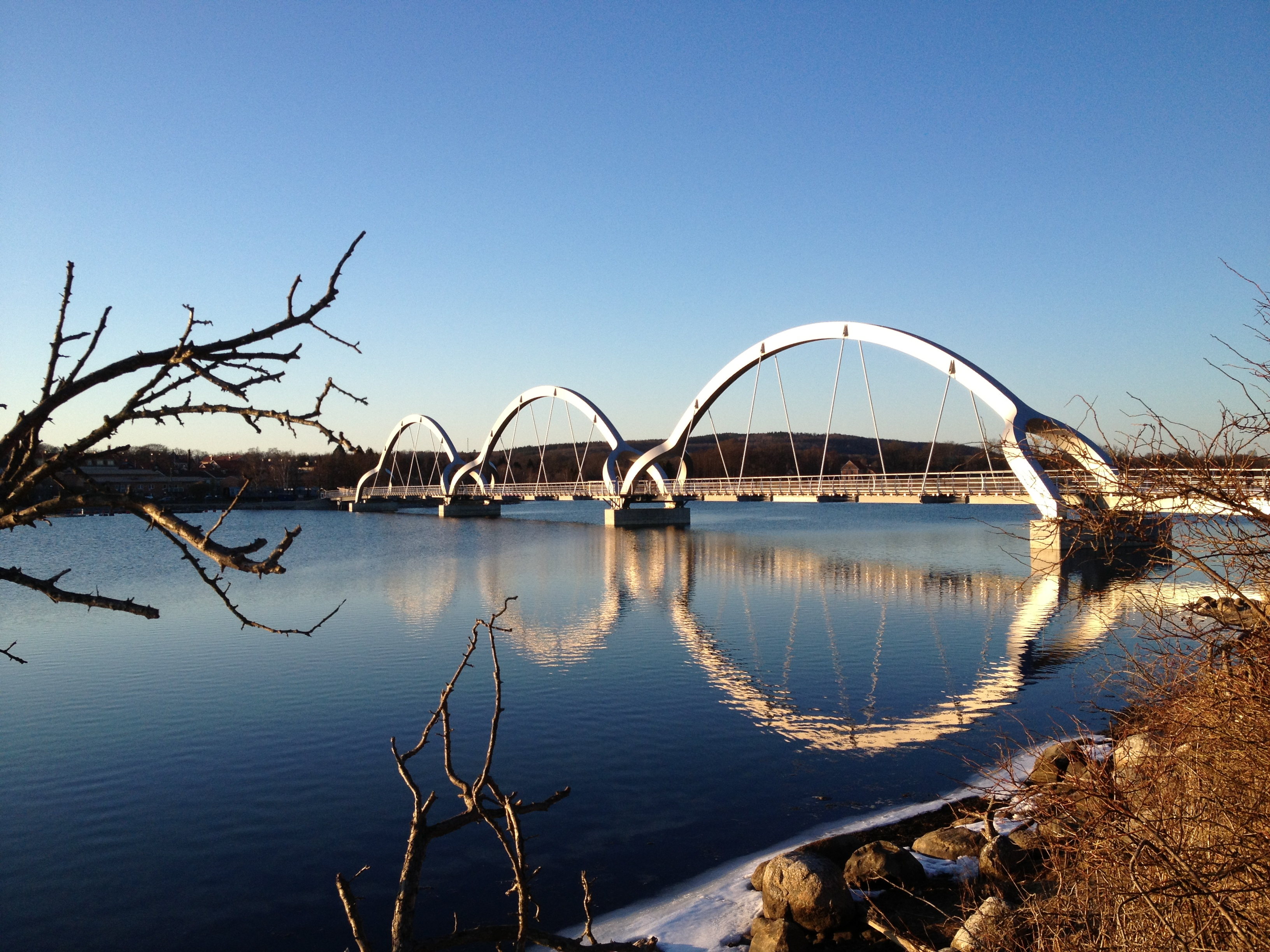
Schweden im April 2013